# Sasaki and Peeps
Sasaki and Peeps (jap. 佐々木とピーちゃん Sasaki to Pii-chan) – seria light novel napisana przez Buncololi i zilustrowana przez Kantoku. Pierwotnie ukazywała się jako powieść internetowa w serwisach Kakuyomu i Shōsetsuka ni narō od grudnia 2018. Następnie została nabyta przez wydawnictwo Media Factory, które wydaje ją jako light novel pod imprintem MF Bunko J od stycznia 2021.
Na podstawie powieści powstała manga, zilustrowana przez Purejiego Oshō, która ukazuje się w magazynie internetowym „Shōnen Ace Plus” od stycznia 2021. Adaptacja w formie serialu anime wyprodukowanego przez studio Silver Link była emitowana od stycznia do marca 2024. Zapowiedziano powstanie drugiego sezonu.

## Fabuła
Sasaki jest mężczyzną w średnim wieku, którego życie jest wypełnione pracą w biurze. Znużony monotonią korporacyjnego świata postanawia odwiedzić sklep zoologiczny, nie zdając sobie sprawy, że wkrótce zmieni to jego życie na zawsze. Po nieoczekiwanym zakupie ryżowca siwego i przyniesieniu go do domu jego nowy współlokator ujawnia, że w rzeczywistości jest mędrcem z innego świata, który następnie obdarza Sasakiego nadprzyrodzonymi mocami, a także umiejętnością przechodzenia między światami. Mężczyzna pragnie wykorzystać nowe umiejętności, aby żyć w spokoju i dostatku, ale jest więcej niż kilka osób, które mogą mu w tym przeszkodzić.

## Bohaterowie
- Sasaki (jap. 佐々木)

Seiyū: Tomokazu Sugita 
- Pii-chan (jap. ピーちゃん)

Seiyū: Aoi Yūki 
- Hoshizaki-san (jap. 星崎さん)

Seiyū: Rie Takahashi 
- Otonari-san (jap. お隣さん)

Seiyū: Akari Kitō 
- Elsa (jap. エルザ Eruza)

Seiyū: Miyu Tomita 
- Magical Pink (jap. マジカルピンク)

Seiyū: Inori Minase 
- Akutsu (jap. 阿久津)

Seiyū: Ryōtarō Okiayu 
- Shizuka Futari (jap. 二人 静 Futari Shizuka)

Seiyū: Naomi Ōzora 
- Wicehrabia Mueller (jap. ミュラー Myurā)

Seiyū: Hiroki Yasumoto 
- Książę Adonis (jap. アドニス Adonisu)

Seiyū: Jun Fukuyama 
- French (jap. フレンチ Furenchi)

Seiyū: Daisuke Namikawa 
- Marc (jap. マルク Maruku)

Seiyū: Mitsuo Iwata 
- Sebastian (jap. セバスチャン Sebasuchan)

Seiyū: Tesshō Genda 
- Josef (jap. ヨーゼフ Yōzefu)

Seiyū: Hikaru Midorikawa 
- Kai (jap. カイ)

Seiyū: Gakuto Kajiwara 
- Maximillian (jap. マクシミリアン Makushimirian)

Seiyū: Daisuke Kishio 

## Light novel
Seria początkowo ukazywała się jako powieść internetowa w serwisach Kakuyomu i Shōsetsuka ni narō od 4 grudnia 2018. Następnie została przejęta przez wydawnictwo Media Factory, które wydaje ją jako light novel pod imprintem MF Bunko J od 25 stycznia 2021.
| Nr | Data wydania (język japoński) | ISBN (język japoński)  |
| -- | ----------------------------- | ---------------------- |
| 1  | 25 stycznia 2021              | ISBN 978-4-04-065932-9 |
| 2  | 25 marca 2021                 | ISBN 978-4-04-065933-6 |
| 3  | 25 maja 2021                  | ISBN 978-4-04-065934-3 |
| 4  | 25 listopada 2021             | ISBN 978-4-04-680915-5 |
| 5  | 25 maja 2022                  | ISBN 978-4-04-681406-7 |
| 6  | 25 listopada 2022             | ISBN 978-4-04-682034-1 |
| 7  | 25 maja 2023                  | ISBN 978-4-04-682035-8 |
| 8  | 25 stycznia 2024              | ISBN 978-4-04-682036-5 |
| 9  | 25 lipca 2024                 | ISBN 978-4-04-683798-1 |
| 10 | 24 stycznia 2025              | ISBN 978-4-04-684449-1 |
| 11 | 25 czerwca 2025               | ISBN 978-4-04-684886-4 |

## Manga
Na podstawie light novel powstała manga zilustrowana przez Purejiego Oshō, która ukazuje się w magazynie internetowym „Shōnen Ace Plus” od 22 stycznia 2021. Następnie wydawnictwo Kadokawa Shoten rozpoczęło zbieranie jej rozdziałów do wydań formacie tankōbon, których pierwszy tom ukazał się 25 czerwca tego samego roku.
| Nr | Data wydania (język japoński) | ISBN (język japoński)  |
| -- | ----------------------------- | ---------------------- |
| 1  | 25 czerwca 2021               | ISBN 978-4-04-065932-9 |
| 2  | 24 czerwca 2022               | ISBN 978-4-04-112119-1 |
| 3  | 25 sierpnia 2023              | ISBN 978-4-04-114121-2 |
| 4  | 25 lipca 2024                 | ISBN 978-4-04-114892-1 |
| 5  | 25 czerwca 2025               | ISBN 978-4-04-115960-6 |

## Anime
Adaptacja w formie telewizyjnego serialu anime została zapowiedziana 24 lipca 2022 podczas wydarzenia „Natsu no gakuensai 2022” dla MF Bunko J. Została wyprodukowana przez studio Silver Link i wyreżyserowana przez Mirai Minato. Scenariusz napisał Deko Akao, a projekty postaci przygotowała Saori Nakashiki. Seria była emitowana od 5 stycznia do 22 marca 2024 w AT-X i innych stacjach. Motywem otwierającym jest „Fly” w wykonaniu Madkid, natomiast końcowym „Aimai Girl” (jap. 曖昧ガール) autorstwa Aguri Ōnishi. Prawa do streamingu serii nabył Crunchyroll.
24 marca 2024 zapowiedziano powstanie drugiego sezonu.